# Liz, la diva dagli occhi viola
Liz, la diva dagli occhi viola (Liz: The Elizabeth Taylor Story) è una miniserie televisiva in due puntate del 1995 diretta da Kevin Connor. Basata sulla biografia non ufficiale di Elizabeth Taylor scritta da C. David Heymann nel 1994, racconta la vita della diva americana, star di capolavori del cinema come La gatta sul tetto che scotta e Cleopatra, dall'infanzia alla metà degli anni ottanta, quando, dopo la morte dell'amico Rock Hudson, diventa fondatrice della American Foundation for AIDS Research per la lotta contro l'AIDS.
La miniserie ha ricevuto 3 nomination ai Primetime Emmy Awards per scenografia, trucco e acconciature.

## Trama
Los Angeles, 1942. Determinata a trasformare la figlia Elizabeth in una star, Sara Warmbrodt chiede l'aiuto dell'attrice e giornalista Hedda Hopper, che riesce ad ottenere un ruolo per la bambina in Torna a casa Lassie!. Il successo arriva inaspettato, trasformando la piccola Elizabeth in una bambina prodigio del cinema hollywoodiano, ambita dagli studios e idolatrata dai fan. Crescendo, Liz diventa una bellezza senza pari, e continua la sua ambiziosa scalata al successo con pellicole di grande notorietà, da Un posto al sole a Ivanhoe, al fianco di Robert Taylor. Anche la sua vita sentimentale segue la frenesia delle sue apparizioni cinematografiche, passando da un marito all'altro. Ma nel 1963, dopo il matrimonio con il cantante Eddie Fisher, sul set del kolossal della 20th Century Fox Cleopatra Elizabeth conosce l'affascinante Richard Burton, e se ne innamora. I due iniziano così un'intensa quanto pubblica relazione nonostante i rispettivi coniugi, sposandosi nel 1964. L'idillo tanto osannato dalla stampa si trasforma ben presto in un'interminabile serie di sconti e incomprensioni, portandoli al divorzio nel 1974 e, dopo una riappacificazione nel 1975, ad un'ulteriore separazione. Nel 1984, alla morte di Richard per un'improvvisa emorragia cerebrale, Liz si reca distrutta alla sua tomba per lasciare un mazzo di fiori.

## Distribuzione
Trasmessa negli Stati Uniti il 21 e 22 maggio 1995 sulla rete NBC, in Italia la miniserie è andata in onda il 19 giugno 1997 in prima serata su Rai 2, accorciata ad un unico film televisivo di 127 minuti.

### Controversie
La fonte principale della miniserie, Liz - Biografia intima di Elizabeth Taylor, biografia non ufficiale della diva scritta da C. David Heymann, venne fortemente contestata dall'attrice, che tentò di agire per via legale prima contro Heymann e poi contro la NBC, che nel maggio 1995 si apprestava a trasmettere il proprio progetto televisivo. Entrambi i tentativi della Taylor di impedire la pubblicazione della biografia e poi la trasmissione della miniserie si rivelarono infruttuosi, in quanto le sue richieste di essere la sola a poter gestire il proprio nome vennero giudicate da un giudice incoerenti con il suo affermato ruolo pubblico.